# Zavosîno, Velîkîi Bereznîi
Zavosîno (în ucraineană Завосино) este un sat în comuna Malîi Bereznîi din raionul Velîkîi Bereznîi, regiunea Transcarpatia, Ucraina.

## Demografie
Componența lingvistică a localității Zavosîno
     Ucraineană (98,96%)
     Alte limbi (0,52%)
Conform recensământului din 2001, majoritatea populației localității Zavosîno era vorbitoare de ucraineană (98,96%), existând în minoritate și vorbitori de alte limbi.